# Аль-Иттихад (баскетбольный клуб, Александрия)
«Аль-Иттихад» — египетский баскетбольный клуб из города Александрия. Выступает в чемпионате Египта.

## Достижения

### Внутренние
Чемпионат Египта по баскетболу
- Чемпион (15): 1979, 1982—1987, 1990, 1992, 1995, 1996, 1999, 2009, 2010, 2020

Кубок Египта по баскетболу
- Чемпион (14, рекорд[источник не указан 1501 день]): 1976, 1978, 1982—1990, 2010, 2012, 2020

### Международные
Кубок чемпионов ФИБА Африка
- Чемпион (1) : 1987